# Palette au taureau

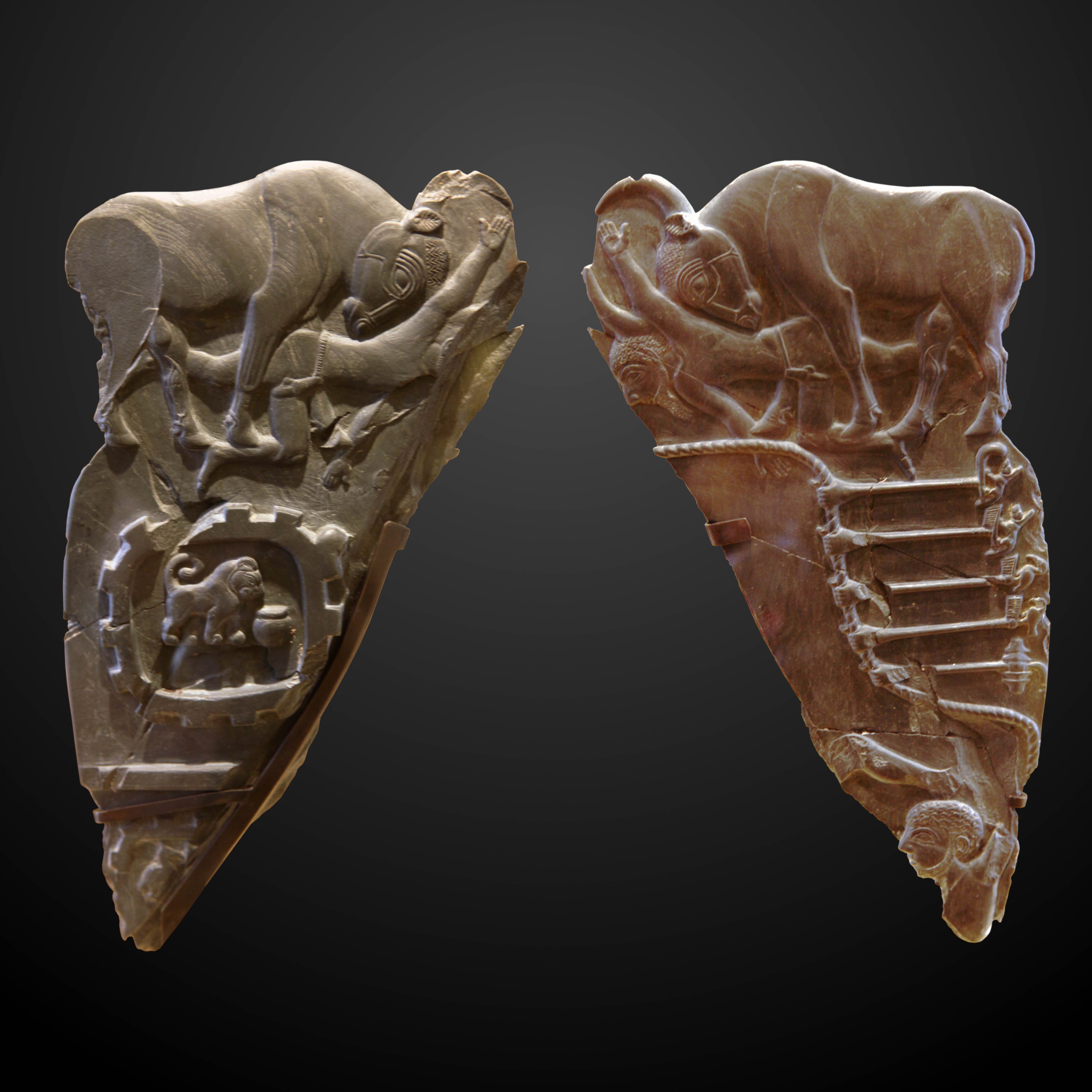

La palette au taureau, appelée aussi « célébrant une victoire », est une palette de l'Égypte antique  en grauwacke datant de la période prédynastique, vers 3300-3100 av. J.-C.
Elle montre un taureau, représentant le roi, écrasant un adversaire. Elle est conservée au musée du Louvre.

## La palette
La palette est un fragment de 25 cm environ, faite en grauwacke, comportant un décor en relief.
Elle fait partie du corpus des palettes à fard iconographiques qui utilise les thèmes de la période prédynastique tardive.
Certaines des palettes de cette époque, comme la palette de Narmer , la palette libyenne, la palette de la chasse ou la palette de Min contiennent des précurseurs de l'écriture hiéroglyphique, voire les premiers hiéroglyphes.
C'est le cas de la palette au taureau qui porte sur le verso un symbole qui devient le hiéroglyphe pour « poing serré ».

### Verso
La face avant de la palette montre, en haut à gauche, l'image d'un taureau écrasant un guerrier. La partie droite manquante devait représenter un second taureau faisant face au premier.
Une série de cinq enseignes horizontales se terminent par des « poings serrés » tenant une corde. Les étendards représentent :
- un hippopotame avec la bouche ouverte ;
- un deuxième hippopotame avec la bouche ouverte ;
- un ibis sacré ;
- un faucon représentant Horus ;
- un emboitement de coquille associé au dieu Min.

La partie inférieure montre une partie d'un personnage barbu aux mêmes cheveux bouclés que celui se faisant piétiner dans le registre supérieur.

### Recto
La même représentation d'un taureau écrasant un guerrier orne le haut du verso. La partie manquante devait également représenter un second taureau faisant face au premier.
Le registre médian montre la grande enceinte crénelée d'une ville, dont le centre est occupé par un lion et un vase.
Le registre inférieur montre le quart supérieur d'une autre enceinte crénelée entourant un échassier. Le reste de la cité est perdu. Cette seconde cité est plus petite que la première.